# 케마 잭
케마 잭(영어: Kema Jack, 1982년 1월 10일 ~ )은 파푸아뉴기니의 축구 선수로 포지션은 스트라이커이다. 현재는 PRK 헤카리 유나이티드 소속으로 뛰고 있다.